# Ultimate Beastmaster
Ultimate Beastmaster es un reality show estadounidense que se estrenó en Netflix el 24 de febrero de 2017. El programa se diferencia de otros shows de carreras de obstáculos al mostrar no solo el talento internacional, sino también al producir seis versiones al mismo tiempo, con presentadores de televisión como actores, comediantes y atletas como comentaristas de los seis países que compiten en el espectáculo. 
Las reacciones de los anfitriones de todos los países aparecen en cada versión, especialmente durante las victorias de los concursantes. La primera temporada constó de 10 episodios que se lanzaron simultáneamente en Netflix para todo el mundo. La segunda temporada se estrenó el 15 de diciembre de 2017. La tercera temporada se estrenó el 31 de agosto de 2018.

## Premisa
En cada episodio, hay doce concursantes (2 de cada país) que compiten en una carrera de obstáculos conocida como «La Bestia». El ganador es coronado como Beastmaster. Cada uno de los Beastmaster de los nueve capítulos avanzará a un obstáculo final, para convertirse en el «Ultimate Beastmaster».

## Presentadores
No solo cada par de presentadores proporciona comentarios para cada una de las seis versiones, sino que los comentaristas extranjeros también hacen apariciones en las demás versiones, con sus interpretaciones presentadas por subtítulos. Si un concursante completa un nivel, las reacciones de todos los anfitriones se muestran en la pantalla. Además, dado que todas las cabinas de los presentadores se colocan en una fila en el conjunto Ultimate Beastmaster, los comentaristas de un país pueden caminar fácilmente hacia otra cabina.
Además de Sylvester Stallone como anfitrión de la temporada 1, cada país tiene su propio conjunto de dos anfitriones/comentaristas para la competencia. Ellos son los siguientes:
| Temporada 1    | Temporada 1         | Temporada 1                | Temporada 2           | Temporada 2                  | Temporada 2 |
| País           | Presentador         | Presentador                | Presentador           | Presentador                  |             |
| -------------- | ------------------- | -------------------------- | --------------------- | ---------------------------- | ----------- |
| Brasil         | Rafinha Bastos      | Comediante                 |                       |                              |             |
| Brasil         | Anderson Silva      | Peleador de MMA            |                       |                              |             |
| Alemania       | Luke Mockridge      | Comediante                 |                       |                              |             |
| Alemania       | Hans Sarpei         | Futbolista profesional     |                       |                              |             |
| Japón          | Yuji Kondo          | Comentarista de deportes   |                       |                              |             |
| Japón          | Sayaka Akimoto      | Cantante/Actriz            |                       |                              |             |
| México         | Luis Ernesto Franco | Actor                      |                       |                              |             |
| México         | Inés Sainz          | Comentarista de deportes   |                       |                              |             |
| Corea del Sur  | Seo Kyung Suk       | Personalidad de Radio y TV |                       |                              |             |
| Corea del Sur  | Park Kyeong Rim     | Personalidad de Radio y TV |                       |                              |             |
| Estados Unidos | Terry Crews         | Actor y Atleta retirado    | Tiki Barber           | Exjugador de la NFL          |             |
| Estados Unidos | Charissa Thompson   | Presentador de televisión  | Chris Distefano       | Comediante                   |             |
| España         |                     |                            | Paula Vázquez         | Presentadora de televisión   |             |
| España         |                     |                            | Saúl Craviotto        | Medallista olímpico          |             |
| Francia        |                     |                            | Gilles Marini         | Actor                        |             |
| Francia        |                     |                            | Sandy Heribert        | Periodista deportivo         |             |
| Italia         |                     |                            | Francesco Facchinetti | DJ/Presentador de televisión |             |
| Italia         |                     |                            | Bianca Balti          | Modelo                       |             |
| China          |                     |                            | Bin Gu                | Personalidad de televisión   |             |
| China          |                     |                            | Du Qin Yi             | Presentador de televisión    |             |
| India          |                     |                            | Vidyut Jammwal        | Actor                        |             |
| India          |                     |                            | Sarah Jane Días       | Actriz                       |             |

## Temporadas

### Temporada 1
La temporada 1 se estrenó en Netflix el 24 de febrero de 2017 con concursantes de los Estados Unidos, Corea del Sur, México, Alemania, Brasil y Japón. Fue filmada en Santa Clarita, California, en el transcurso de ocho noches. Felipe Camargo de Brasil fue coronado como el «Ultimate Beastmaster».

### Temporada 2
Antes del lanzamiento de la temporada 1, Netflix ya había ordenado y filmado la temporada 2. La segunda temporada se estrenó en Netflix el 15 de diciembre de 2017 con concursantes de los Estados Unidos, España, Francia, Italia, China e India. China fue coronado como el «Ultimate Beastmaster».

## Beastmasters
| Episodio             | Beastmasters     | País     |
| -------------------- | ---------------- | -------- |
| 1                    | Heeyong Park     | Corea    |
| 2                    | David Mantei     | Alemania |
| 3                    | Steven Tucker    | EE. UU.  |
| 4                    | Philip Meyer     | Alemania |
| 5                    | Roberto Pérez    | México   |
| 6                    | Hyunho Kim       | Corea    |
| 7                    | Felipe Camargo   | Brasil   |
| 8                    | Jonathan Collins | EE. UU.  |
| 9                    | Ken Corigliano   | EE. UU.  |
| Ultimate Beastmaster | Felipe Camargo   | Brasil   |

| Episodio             | Beastmasters  | País    |
| -------------------- | ------------- | ------- |
| 1                    | Mickaël Mawem | Francia |
| 2                    | Haibin Qu     | China   |
| 3                    | Kyle Soderman | EE. UU. |
| 4                    | Yiqi Li       | China   |
| 5                    | John Gerzik   | EE. UU. |
| 6                    | Bin Xie       | China   |
| 7                    | Manu Cornu    | Francia |
| 8                    | Bin Fang      | China   |
| 9                    | Alberto Gotta | Italia  |
| Ultimate Beastmaster | Haibin Qu     | China   |